# Hôrka nad Váhom
Hôrka nad Váhom és un poble i municipi d'Eslovàquia que es troba a la regió de Trenčín.

## Història
La primera menció escrita de la vila es remunta al 1426.

## Demografia
| Godina             | 1994 | 2004   | 2014   | 2024   |
| ------------------ | ---- | ------ | ------ | ------ |
| Nombre de persones | 703  | 680    | 732    | 789    |
| Diferència         |      | −3,27% | +7,64% | +7,78% |

| Godina             | 2023 | 2024   |
| ------------------ | ---- | ------ |
| Nombre de persones | 794  | 789    |
| Diferència         |      | −0,62% |